# Encs
Encs ist eine ungarische Stadt im gleichnamigen Kreis im Komitat Borsod-Abaúj-Zemplén. Zur Stadt gehören die Ortsteile Abaújdevecser und Fügöd.

## Geografische Lage
Encs liegt in Nordungarn, 35 Kilometer nordöstlich des Komitatssitzes Miskolc an dem Fluss Bársonyos.

## Städtepartnerschaften
- Bad Dürrenberg, Deutschland
- Ghelința, Rumänien
- Kępno, Polen
- Moldava nad Bodvou, Slowakei

## Sehenswürdigkeiten

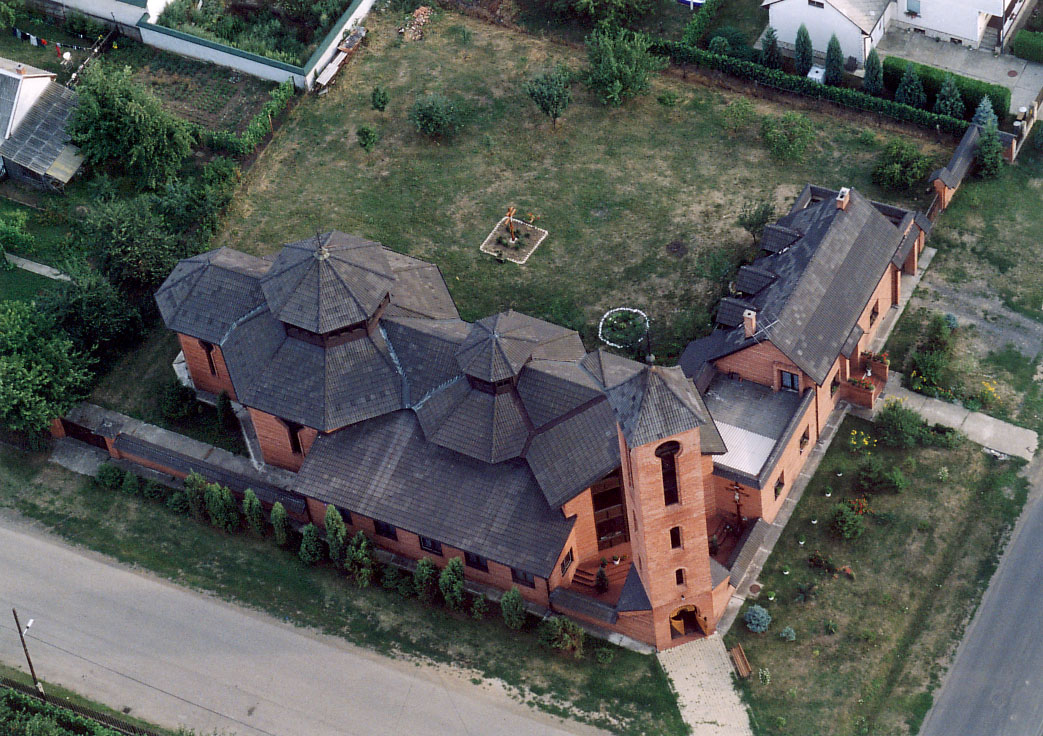
Luftaufnahme der griechisch-katholischen Kirche Szent Ősatyák in Encs, erbaut 1996

## Verkehr
In Encs kreuzen sich die Hauptstraße Nr. 39 und die Landstraße Nr. 3706, westlich des Ortes verläuft die Hauptstraße Nr. 3. Die Stadt ist angebunden an die Eisenbahnstrecke von Miskolc nach Hidasnémeti.